# Centrale de commandement K20
Pour les articles homonymes, voir K20.

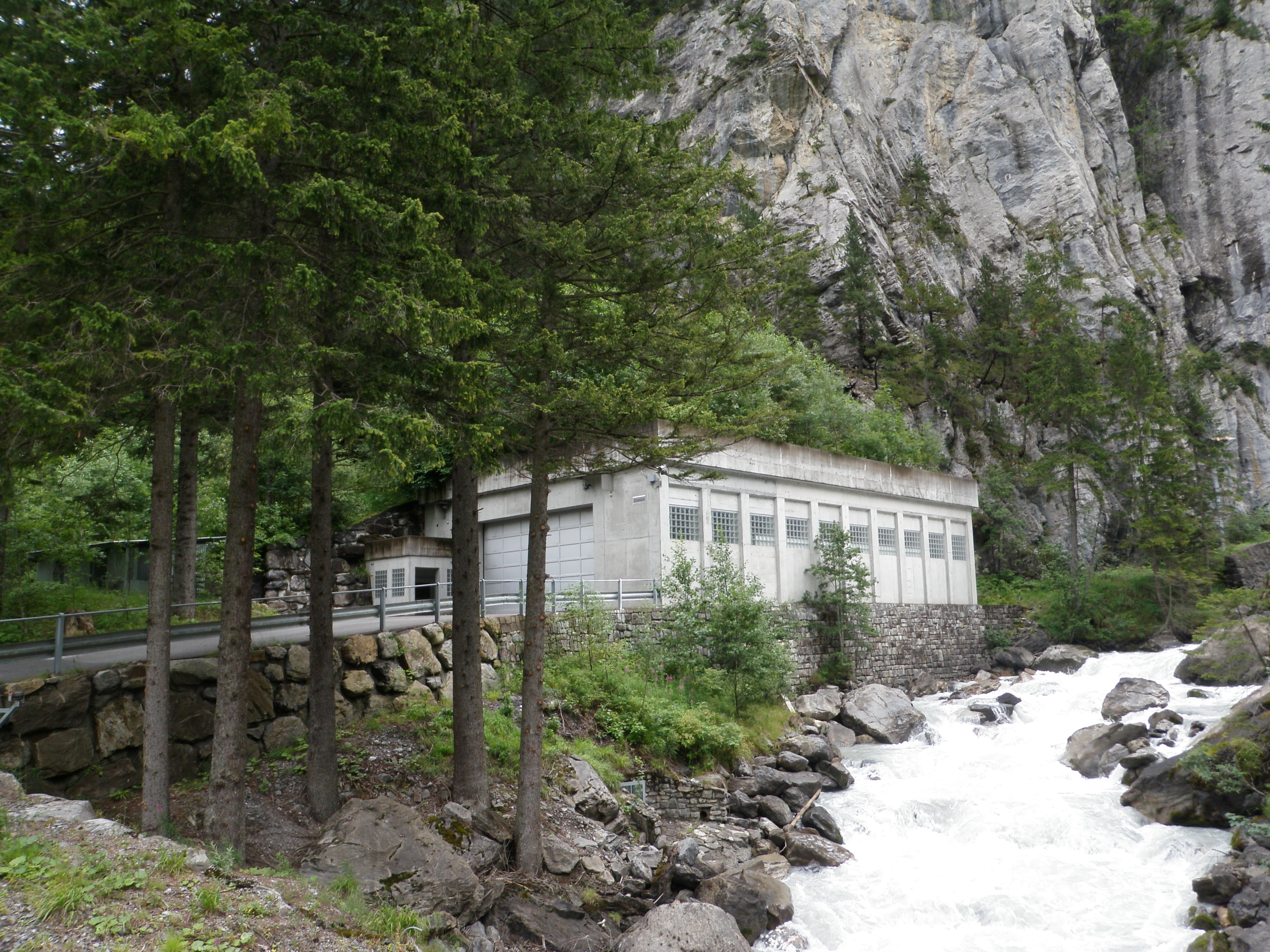
K20.

La Centrale de commandement K20 (surnommée le « bunker du Conseil fédéral ») est un bunker suisse, situé dans la région de Kandersteg, qui est construit pour pouvoir assurer la protection du Conseil fédéral en cas de conflit.

## Histoire
La construction débute en 1986 dans le but de fournir un abri au gouvernement et à tous les parlementaires. À la suite de la chute du mur de Berlin, la construction continue mais le dimensionnement est réduit. En 2004, le Conseil fédéral annonça que le parlement disposait de trente places dans le bunker.

## But
Les installations sont bâties pour servir d'abri au Conseil fédéral, à l'état-major de l'Armée suisse, à 40 parlementaires fédéraux et aux réserves d'or de la Banque nationale suisse,.

## Caractéristiques
L'ouvrage comprend trois cavernes de grande dimension reliées entre elles par diverses galeries d'accès et de liaison. La première abrite les logements, les vivres, les ateliers d'exploitation, la sécurité et la machinerie pour l'éclairage et la ventilation. La seconde est réservée aux bureaux. La troisième est un entrepôt de stockage des réserves d'or de la BNS.
La centrale a la grandeur d'un immeuble moyen et a coûté environ 260 millions de francs suisses.
Les installations permettent — notamment en cas de risque atomique, biologique ou chimique — à « un millier de personnes » d'y trouver refuge et d'y séjourner pendant six mois.
Un train souterrain relie l'entrée du bunker au cœur de l'installation située à environ 2 kilomètres sous roche,,.
L'ouvrage dispose de plusieurs sorties de secours. L'une d'entre elles est située dans l'ancien tunnel du Lötschberg, une autre dans le Gasterntal.

## Confidentialité
L'emplacement et les équipements du bunker du Conseil fédéral sont tenus secrets. Ils sont soumis à la loi fédérale du 23 juin 1950 concernant la protection des ouvrages militaires.
En 2004, un journaliste suisse allemand a dû s’acquitter d'une amende de 400 francs suisses pour avoir publié, dans le journal Die Weltwoche, la position du bunker. Celle-ci a été dévoilée ultérieurement à nouveau par le journal Der Spiegel, notamment ses coordonnées GPS.
Le chef d'information de la Chancellerie fédérale, Hansruedi Moser, a expliqué que « Ce qui est visible à l'extérieur peut être photographié et faire l'objet de discussions publiques. Mais ce qui se passe à l'intérieur reste invisible et doit rester secret. ».